# パタコン (州債)
パタコン（スペイン語：patacón）とは、アルゼンチン・ブエノスアイレス州が2001年に発行した州債（州の債券）であり、実際には地域通貨として発行され額面が1ペソのパタコンはアルゼンチン通貨1ペソと同価として流通していた。パタコンの名はパタゴニアにちなんでいる。パタコンは2012年現在では使用されていない。

## 概要
アルゼンチンでは1990年代後半に深刻な経済危機におちいり、2001年には財政・金融危機に陥った。経済危機は各州政府も直撃し各州とも財政危機に陥っている。財政危機に対処するために各州はペソ紙幣に似せて印刷をした独自の債券を発行し流通させた。それらの各州が発行した州債の中でも総額の3割を占めたのがブエノスアイレス州発行のパタコンである。2001年8月から流通し始めたパタコンは16億ペソ分印刷され、15万人以上の公務員の給料や業者への支払いにアルゼンチンの通貨ペソではなく、パタコンが使われた。額面が1ペソのパタコンはアルゼンチン通貨1ペソと等価であり、ブエノスアイレス州のほとんどの商店での買物や税金・公共料金の支払いでペソ紙幣とほぼ同等に使用することが出来た。パタコンは州債と言っても、見た目も表はペソ紙幣に似ていて（ただし印刷は粗悪である） ペソ紙幣と同様に使用する、いわば地域通貨として流通している。

## 価値
パタコンの額面はペソであり、市中で紙幣として使用する際には1ペソパタコン＝1ペソである。パタコンには為替市場が存在し為替市場では1ペソパタコンは買い0.995ペソ、売りは0.985ペソで交換されていた。
2001年中には1ペソ＝1アメリカドル（ドルペッグ）であった。2002年初頭からはアルゼンチンはドルペッグを放棄してドルに対してペソは下落していったので、従って1ペソパタコンも2001年中では1ドルの価値であり、2002年からはパタコンの価値もペソに合わせて低下していく。

## 種類
パタコンには0.5、1、2、5、10、20、50、100ペソの額面のものがあった。

## 規模
アルゼンチンでは2002年3月までにパタコンやパタコンと同等の各州の地方債が51.3億ペソ分発行され、これは通貨ペソの総額に対して37.5％を占めた。パタコンは地方債の中で最大であり16億ペソ分発行されている。

## 流通
パタコンは地方債であり、国家の通貨であるペソやドルより信用は薄いと思われるが、実際には盛んに流通していた。ブエノスアイレス州外でも受け取る商店があったほどである。消費者は信用が薄いパタコンを先に使い切ってしまおうと考え、そんな消費者の動向に対して経済危機で不況にあえぐ店側も売り上げを増やすためにパタコンを積極的に受け入れたからである。アメリカ資本のマクドナルドでさえパタコン限定の売価5ペソパタコンのセットメニューを売り出したほどである。しかし、アルゼンチンに財政援助をしているIMFの指導で2002年には新規発行はストップしている。

## 利息
地域通貨として機能していたパタコンだが、パタコンは州債であり年に7％の利息が付いた。当初は2002年7月に利息をつけて償還される予定で、実際には償還期限は延び、後年の償還になっている。